# Stinkende kortschildkever
De stinkende kortschildkever (Ocypus olens) is een insect uit de familie kortschildkevers (Staphylinidae). Een verouderde benaming is Staphylinus olens.

## Algemeen
Deze soort is te herkennen aan een diepzwarte kleur, een langgerekt lichaam, zeer korte dekschilden en een gesegmenteerd achterlijf. De stinkende kortschildkever lijkt uiterlijk meer op een oorworm dan een kever, maar mist de twee tang-achtige delen aan het achterlijf. Wel is bij vrouwtjes de legbuis te zien; het belangrijkste zichtbare verschil tussen de seksen. Vleugels zitten opgevouwen onder de korte dekschilden en de twee tasters zijn ongeveer zo lang als de kop. De kop is groter dan het halsschild en de maximale lengte is ongeveer 30 millimeter.
De stinkende kortschildkever komt regelmatig voor in tuinen vanwege de vele schuilplaatsen. Veel mensen kennen dit dier dan ook als het vuilnisbakmonster dat tevoorschijn komt als de vuilnisbak of minicontainer wordt verplaatst, en vervaarlijk met de staart omhoog steekt. Bij verstoring wordt een dreighouding aangenomen; de kaken worden open gesperd, de tasters steken recht vooruit en de staart wordt net als bij een schorpioen naar voren gekromd. Indien de predator niet onder de indruk is, wordt een stinkende, melkwitte vloeistof afgescheiden waaraan de naam te danken is (de wetenschappelijke soortnaam olens betekent geurafgevend). Het is echter niet de staart die te vermijden valt maar de stevige bovenkaken (mandibels) waarmee een pijnlijke beet gegeven kan worden.

## Voedsel
Het voedsel bestaat uit kleine ongewervelden, soms ook wel aas en plantendelen, waarvan de zachtere delen door de stevige kaken worden verknipt en tot papje vermalen; hardere delen worden niet gegeten. Meestal zwerft de kever rond in de strooisellaag op jacht naar prooien, maar ook overdag, als er wordt gerust, worden langskruipende insecten aangevallen. Het is zowel een nuttig insect, omdat slakken en aan planten knagende insectenlarven gegeten worden, als een minder nuttig insect, vanwege de regenwormen op het menu. De eitjes worden een voor een afgezet en de larve leeft verstopt onder de grond of onder bladeren en jaagt op kleine ongewervelden.

## Bijgeloof
De stinkende kortschildkever is vanwege de eigenschappen in sommige streken waar ze voorkomen onderdeel geworden van diverse mythen. Zo wordt de kever in verband gebracht met de duivel; de Engelstalige naam is de Devil's coach horse beetle, ook werd er gedacht dat Magere Hein een kever van deze soort in zijn zeis had verwerkt om zo de krachten over te nemen en efficiënter in het doden te worden.

## Afbeeldingen

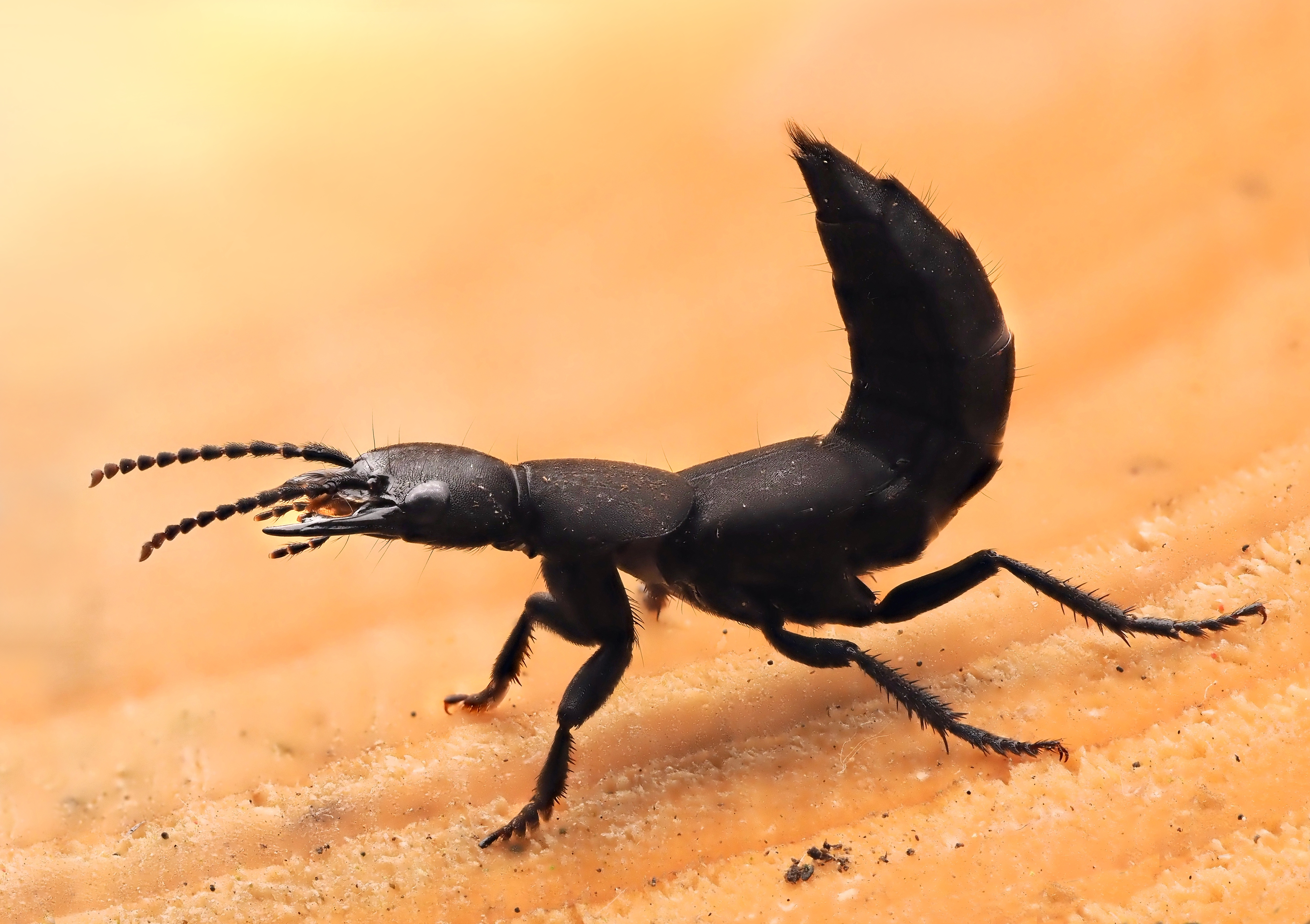
Dreighouding
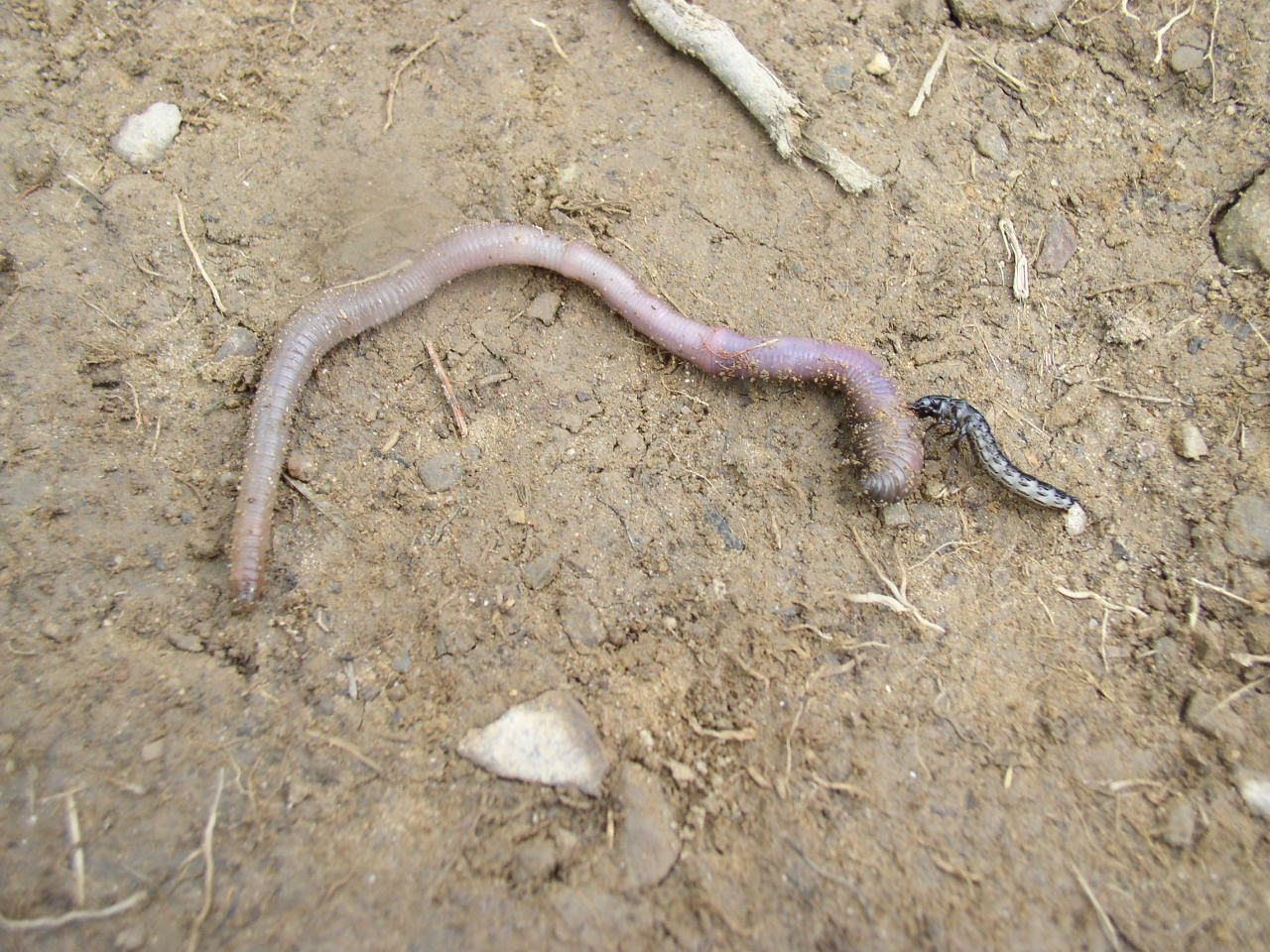
Een larve valt een regenworm aan